# Fourgo
Fourgo est une commune rurale située dans le département de Kombissiri de la province du Bazèga dans la région Centre-Sud au Burkina Faso.

## Géographie
La commune de Fourgo est traversée par la route nationale 5.

## Santé et éducation
Les centres de soins les plus proches de Fourgo sont le centre médical et le centre de santé et de promotion sociale (CSPS) de Kombissiri.

## Culture
Fourgo possède une église et une mosquée.